# Месје 63
Месје 63 (М63) је спирална галаксија у сазвежђу Ловачки пси која се налази у Месјеовом каталогу објеката дубоког неба.
Деклинација објекта је + 42° 1' 59" а ректасцензија 13h 15m 49,0s. Привидна величина (магнитуда) објекта М63 износи 8,5 а фотографска магнитуда 9,3. Налази се на удаљености од 9,410 милиона парсека од Сунца. М63 је још познат и под ознакама NGC 5055, UGC 8334, MCG 7-27-54, CGCG 217-23, Sunflower galaxy, PGC 46153.